# Fabio Rambelli
Fabio Rambelli, né le 15 juin 1963 à Ravenne, est un universitaire, auteur et éditeur italien, professeur au département d'études religieuses de l'université de Californie à Santa Barbara (UCSB).

## Jeunesse
Né à Ravenne en Italie, Fabio Rambelli obtient un BA en langue et culture japonaise de l'université de Venise. En 1992, il obtient son PhD en études asiatiques de l'université de Venise et du ministère italien de la recherche scientifique. Il a également étudié à l'Institut oriental de Naples et à l'université d'études étrangères de Tokyo.

## Carrière
En 2001, Rambelli est nommé professeur d'études religieuses, culturelles et de religions japonaises à l'université de Sapporo au Japon.
Ses recherches sont consacrées au 
« shinto médiéval et pré-moderne comme résultat de processus complexes impliquant à la fois l'implantation du bouddhisme (comme religion translocale) au Japon et l'ouverture de la tradition japonaise à plusieurs courants intellectuels asiatiques (tels que le néo-confucianisme et le taoïsme de Chine mais aussi le néo brahmanisme de l'Inde), avec une prise de conscience de l'identité et des spécificités culturelles. »

## Publications (sélection)
Dans une étude statistique consacrée aux écrits de et relatifs à Fabio Rambelli, OCLC/WorldCat recense 15 ouvrages dans 44 publications en 2 langues et 447 fonds de bibliothèque.
- イタリア的考え方: 日本人のためのイタリア入門 (1997)
- Reconfiguring Cultural Semiotics: the Construction of Japanese Identity (2000)
- Vegetal Buddhas: Ideological Effects of Japanese Buddhist Doctrines on the Salvation of Inanimate Beings (2001)
- Buddhas and Kami in Japan honji suijaku as a Combinatory Paradigm (2002)
- イタリア的 : 「南」の魅力 (2005)
- 南の思想: 地中海的思考への誘い (2006)
- Buddhist Materiality: a Cultural History of Objects in Japanese Buddhism (2007)

Articles
- The Ritual World of Buddhist 'Shinto': The Reikiki and Initiations on Kami-related Matters (jingi kanjo) in Late Medieval and Early-Modern Japan, Japanese Journal of Religious Studies, vol. 29, no 3-4, automne 2002, pp. 265-297.
- Secret Buddhas (hibutsu): The Limits of Buddhist Representation, Monumenta Nipponica, vol. 57, no 3, automne 2002, pp. 271-307.
- True Words, Silence, and the Adamantine Dance. On Japanese Mikkyo and the Formation of the Shingon Discourse, Japanese Journal of Religious Studies, vol. 21, no 4, décembre 1994 : pp. 373-405.

## Crédit d'auteurs
- (en) Cet article est partiellement ou en totalité issu de l’article de Wikipédia en anglais intitulé « Fabio Rambelli » (voir la liste des auteurs).

- Erreur dans l'utilisation de Modèle:Portail :  paramètre obligatoire absent.